# Giovanni Battaglin
Giovanni Battaglin (né le 22 juillet 1951 à Marostica, dans la province de Vicence, en Vénétie) est un ancien coureur cycliste italien.

## Biographie
Giovanni Battaglin fut vainqueur du Grand Prix de la montagne du Tour de France en 1979 où il termine à la 6e place du classement général.  Cette même année, après être arrivé 2e de la 13e étape, il est déclassé à la suite d'un contrôle antidopage positif et sera pénalisé de 10 minutes au classement général. En 1981, il remporte le Tour d'Espagne et un mois plus tard le Tour d'Italie. Il met fin à sa carrière en 1984.
Giovanni Battaglin a créé en 1982 une marque de cycles portant son nom, Battaglin Cicli Srl. Il crée ensuite avec son fils Sandro la marque Full Dynamix qui commercialise des VTT et fait courir une équipe professionnelle en VTT avec notamment Mauro Bettin et Johnny Cattaneo. Il sponsorise d'abord l'équipe Ceramiche Panaria puis l'équipe Zalf Désirée Fior. Son neveu éloigné Enrico Battaglin, né en 1989, est également coureur cycliste.

## Palmarès

### Palmarès amateur
- 1970
  - Trophée Moser-Widmann
- 1971
  - Gran Premio Palio del Recioto
  - 2e étape du Tour du Frioul-Vénétie julienne
  - 3e du Tour du Frioul-Vénétie julienne
- 1972
  - Classement général du Tour d'Italie amateurs
  - Freccia dei Vini
  - 3e du Giro delle Valli Aretine

### Palmarès professionnel
- 1973
  - Tour du Latium
  - 3e du Tour d'Italie
  - 3e du Grand Prix de Forli
- 1974
  - Tour des Apennins
  - 3e du Trophée Matteotti
  - 3e du Tour de Vénétie
  - 4e du Tour de Romandie
  - 6e du Tour d'Italie
  - 9e du Tour de Suisse
  - 10e du championnat du monde sur route
- 1975
  - Tour des Pouilles :
    - Classement général
    - 2e étape

  - 3e et 13e (contre-la-montre) étapes du Tour d'Italie
  - Coppa Sabatini
  - 5e étape du Tour de Catalogne
  - 3e du Tour d'Ombrie
  - 3e du Tour du Frioul
  - 4e du Tour de Catalogne
- 1976
  - 2e étape du Tour de France
  - Cronostafeta :
    - Classement général
    - 3e étape

  - 2e du Tour des Apennins
  - 6e du Tour de Romandie
- 1977
  - GP Montelupo
  - 3e du Tour du Nord-Ouest de la Suisse
  - 3e de la Coppa Bernocchi
- 1978
  - 6e, 7e et 8e étapes du Tour de Suisse
  - 3e étape de la Cronostafeta (avec Bernt Johansson)
  - Coppa Bernocchi
  - 2e de la Ruota d'Oro
  - 2e du Trophée Matteotti
  - 2e du Tour d'Ombrie
  - 2e des Trois vallées varésines
- 1979
  - Tour de la province de Reggio de Calabre
  - Trofeo Pantalica
  - Tour du Pays basque :
    - Classement général
    - 2e et 5eb étapes

  - 7e étape du Tour de Suisse
  -  Classement de la montagne du Tour de France
  - Trophée Matteotti
  - Coppa Placci
  - Coppa Agostoni
  - 2e du championnat d'Italie sur route
  - 2e du Tour de Vénétie
  - 3e de Tirreno-Adriatico
  - 3e du Tour de Lombardie
  - 6e du championnat du monde sur route
  - 6e du Tour de France
  - 9e du Tour de Suisse
- 1980
  - Milan-Vignola
  - 18e étape du Tour d'Italie
  - Coppa Placci
  - Milan-Turin
  - 2e du championnat d'Italie sur route
  - 2e du Mémorial Nencini
  - 3e du Tour d'Italie
  - 3e du Trophée Matteotti
  - 3e du Tour du Piémont
  - 10e du championnat du monde sur route
- 1981
  - Tour d'Italie :
    -  Classement général
    - 19e étape

  - Tour d'Espagne :
    -  Classement général
    - 8eb étape (contre-la-montre)

  - 6e du Super Prestige Pernod
- 1983
  - 2e du championnat d'Italie sur route
  - 2e de Visp-Grächen
  - 2e du Tour du Frioul

### Résultats sur les grands tours

#### Tour de France
5 participations
- 1975 : non-partant (13e étape)
- 1976 : non-partant (12e étape), vainqueur de la 2e étape
- 1979 : 6e,  vainqueur du classement de la montagne
- 1982 : non-partant (16e étape)
- 1984 : non-partant (11e étape)

#### Tour d'Italie
10 participations
- 1973 : 3e, vainqueur du classement des néo-professionnels
- 1974 : 6e
- 1975 : 18e, vainqueur des 3e et 13e (contre-la-montre) étapes,  maillot rose pendant 2 jours
- 1976 : non-partant (16e étape)
- 1977 : 46e
- 1978 : non-partant (16e étape)
- 1980 : 3e, vainqueur de la 18e étape
- 1981 :  Vainqueur du classement général, vainqueur de la 19e étape,  maillot rose pendant 3 jours
- 1983 : abandon (15e étape)
- 1984 : 50e

#### Tour d'Espagne
1 participation 
- 1981 :  Vainqueur du classement général, vainqueur de la 8eb étape (contre-la-montre),  maillot jaune pendant 12 jours